# Dioctria striatipes
Dioctria striatipes är en tvåvingeart som beskrevs av Becker 1923. Dioctria striatipes ingår i släktet Dioctria och familjen rovflugor. Inga underarter finns listade i Catalogue of Life.